# Marco Curzio (Bacchiacca)
Marco Curzio è un dipinto attribuito al Bacchiacca. Eseguito probabilmente negli anni venti del cinquecento, è conservato nella National Gallery di Londra.

## Descrizione
L'opera raffigura Marco Curzio, leggendario personaggio dell'antica Roma che, con un atto di devotio si sacrificò per la salvezza della città lanciandosi a cavallo in una enorme voragine aperta nel foro che, a detta degli dèi, avrebbe inghiottito Roma se non vi si fosse gettato il più valoroso dei suoi cittadini. Il personaggio è qui ritratto su un cavallo elegantemente bardato, con un pugnale in mano e in un paesaggio non corrispondente all'ambiente latino.